# Los Talas
Los Talas és una entitat de població de l'Uruguai, ubicada al nord del departament de Lavalleja, sobre el límit amb Treinta y Tres. Té una població aproximada de 100 habitants, segons les dades del cens del 2004.
Es troba a 64 metres sobre el nivell del mar.